# Thionia fusca
Thionia fusca är en insektsart som beskrevs av Melichar 1906. Thionia fusca ingår i släktet Thionia och familjen sköldstritar. Inga underarter finns listade i Catalogue of Life.